# Mychajłyky (rejon połtawski)
Mychajłyky (ukr. Михайлики) – wieś na Ukrainie, w obwodzie połtawskim, w rejonie połtawskim, w hromadzie Maczuchy. W 2001 liczyła 125 mieszkańców, wśród których 120 wskazało jako ojczysty język ukraiński, 4 rosyjski, a 1 mołdawski.